# Diaz: No netegeu aquesta sang
Diaz: No netegeu aquesta sang (títol original en anglès: Diaz: Don't Clean Up This Blood), també coneguda com a Diaz, és una pel·lícula italo-francesa-romanesa de 2012 dirigida per Daniele Vicari, centrada en els darrers dies de la cimera del G8 de 2001 a la ciutat italiana de Gènova, quan la policia va assaltar l'escola Armando Diaz. A la batuda nocturna, més de 300 policies van atacar activistes i periodistes, detenint-ne a noranta-tres i ferint-ne a seixanta d'ells.

## Argument
La pel·lícula se centra en l'assalt de la policia a l'escola Armando Diaz de Gènova després de la cimera del G8 de 2001. En aquell edifici hi havia manifestants contra la cimera internacional de la nit del 21 al 22 de juliol de 2001. Es basa en els testimonis i informes dels processos judicials.
La pel·lícula es desenvolupa a través de les històries entrellaçades d'alguns dels protagonistes. En Luca és un periodista del Journal of Bologna que decideix anar a comprovar què passa a Gènova, després de la mort d'en Carlo Giuliani. L'Alma és una anarquista alemanya que va participar en els combats. L'Alma, en Marco (membre del Fòrum Social) i en Franci (advocat del Fòrum Jurídic de Gènova) preveuen la recerca dels desapareguts. L'Anselmo és un gran activista del Sindicat de Pensionistes. En Luca participa en una marxa pacífica contra el G8. L'Etienne i la Cecile són dos anarquistes francesos: han estat directament implicats en els enfrontaments d'aquells dies. Finalment, al matí del 21 de juliol de 2001, en Max, primer adjunt del cap de policia de l'esquadra mòbil de Roma, decideix de no ordenar una càrrega contra el Bloc negre per a evitar danys i lesions a manifestants pacífics que hi participen. Els destins de tots ells i de centenars d'altres manifestants es van creuar la nit del 21 de juliol de 2001, a l'escola Diaz.

## Repartiment
Molts dels personatges es basen (en alguns casos mantenint les inicials) en persones que realment estaven dins de l'escola Diaz el dia de l'atac: el policia interpretat per Claudio Santamaria (Max Flamini) és Michelangelo Fournier, cap de la VII esquadra mòbil experimental de Roma. El periodista interpretat per Elio Germano (Luke Gualtieri, de la fictícia Journal of Bologna) és Lorenzo Guadagnucci, periodista d'Il Resto del Carlino. El periodista d'Indymedia del Regne Unit que rep una pallissa al carrer davant de l'escola Diaz és Mark Covell, que va acabar amb un pulmó perforat i va entrar en coma.
- Elio Germano com a Luca Gualtieri, periodista[3]
- Claudio Santamaria com a Max Flamini[3]
- Jennifer Ulrich com a Alma Koch, anarquista alemanya
- Davide Iacopini com a Marco, organitzador del Fòrum Social de Gènova
- Sarah Marecek com a Inga
- Monica Elena Bîrlădeanu com a Constantine Giornal
- Ralph Amoussou com a Etienne
- Pietro Ragusa com a Aaron
- Pippo Delbono
- Rolando Ravello com a Rodolfo Serpieri
- Alessandro Roja com a Marco Cerone
- Antonio Gerardi com a Achille Faleri
- Aylin Prandi com a Maria
- Jacopo Maria Bicocchi com a Silvio Pieri
- Mircea Caraman com a Vittorio Donati
- Ioana Picos com a Gilda
- Micaela Bara com a Karin
- James Longshore com a Charles
- Razvan Hincu com a Amico John
- Fabrizio Rongione com a Nick Janssen
- Paolo Calabresi com a Francesco Scaron
- Renato Scarpa com a Anselmo Vitali

## Recepció
Michael Dodd, al portal web Bring The Noise UK, la va qualificar d'«una de les pel·lícules més convincents i intransigents de la memòria recent». Donant a la pel·lícula una qualificació rara de deu sobre deu, va concloure afirmant que «aquesta és una pel·lícula que simplement s'ha de veure».
Giona A. Nazzaro, a la revista MicroMega, va definir l'obra com una pel·lícula important, sobretot perquè «Vicari no va cometre l'error habitual dels directors ben intencionats de renunciar al cinema per la polèmica» i va poder fer «una pel·lícula que funciona com una màquina espectacular i mortal», aconseguint així d'una peça excel·lent que, precisament, convenç com a història cinematogràfica.
Paolo D'Agostini, al diari La Repubblica se'n va fer ressò afirmant que, tot i que ell ja sap tot el que s'explica a la pel·lícula (tal com està àmpliament documentat en els judicis), l'obra de Vicari li causa una impressió enorme perquè el cinema «encara manté una extraordinària potència» a l'hora d'explicar, projectats en gran pantalla, els esdeveniments més dramàtics de la nostra vida civil. Amb la plena consciència que «una ficció narrativa expressa una mirada i una interpretació» personals, Agostini va percebre que la pel·lícula «pot actuar com una invitació a aprofundir, des d'una finestra oberta, des d'una bombeta per atreure a aprendre més».
Piera Detassis, a la revista Ciak, hi va denunciar una falta de reflexió sobre les motivacions dels enfrontaments del G8, i un excés d'espectacle de la violència, tot i reconèixer que «la "carnisseria" documentada per la pel·lícula va tenir lloc realment (...) i tots els testimonis subratllen que encara va ser pitjor», fins al punt que amb tota probabilitat el director i els productors es van veure obligats a escollir «una censura parcial per no fer improbable la veritat».
Maurizio Acerbi, al diari Il Giornale, va subratllar que a la pel·lícula hi havia poca o gens de la violència que va devastar Gènova en aquells dies. La representació de la violència del Bloc negre era una «part molt petita respecte a la durada de la pel·lícula», una operació que determinaria «l'efecte d'indignació desitjat cap als qui han deshonrat l'uniforme», però, portant a l'oblit tota la resta.

## Premis i nominacions
El 12 de febrer de 2012 es va presentar fora de concurs a la secció Berlinale Special del 62è Festival Internacional de Cinema de Berlín. No obstant, li va ser atorgat el segon premi del públic de la secció Panorama. Així mateix, a la 57a edició de la Setmana Internacional de Cinema de Valladolid (SEMINCI), organitzada entre el 20 i el 27 d'octubre de 2012, va aconseguir el premi del públic.
| Any  | Premi                                    | Categoria                               | Nominació                              | Resultat   | Ref.          |
| ---- | ---------------------------------------- | --------------------------------------- | -------------------------------------- | ---------- | ------------- |
| 2012 | Nastro d'Argento                         | Millor productor                        | Domenico Procacci                      | Guanyador  | [ 17 ]        |
| 2012 | Nastro d'Argento                         | Millor muntatge                         | Benni Atria                            | Guanyador  | [ 17 ]        |
| 2012 | Nastro d'Argento                         | Millor so en directe                    | Remo Ugolinelli i Alessandro Palmerini | Guanyadors | [ 17 ]        |
| 2012 | Nastro d'Argento                         | Millor director de la millor pel·lícula | Daniele Vicari                         | Nominat    | [ 17 ]        |
| 2012 | Nastro d'Argento                         | Millor guió                             | Daniele Vicari i Laura Paolucci        | Nominats   | [ 17 ]        |
| 2012 | Nastro d'Argento                         | Millor escenografia                     | Marta Maffucci                         | Nominada   | [ 17 ]        |
| 2012 | Nastro d'Argento                         | Millor banda sonora                     | Teho Teardo                            | Nominat    | [ 17 ]        |
| 2012 | Ciak d'Oro                               | Millor productor                        | Domenico Procacci                      | Guanyador  | [ 18 ]        |
| 2012 | Ciak d'Oro                               | Millor so en directe                    | Remo Ugolinelli i Alessandro Palmerini | Guanyadors | [ 18 ]        |
| 2012 | Ciak d'Oro                               | Millor muntatge                         | Benni Atria                            | Guanyador  | [ 18 ]        |
| 2013 | Premis David di Donatello                | Millor productor                        | Domenico Procacci                      | Guanyador  | [ 19 ] [ 20 ] |
| 2013 | Premis David di Donatello                | Millor muntatge                         | Benni Atria                            | Guanyador  | [ 19 ] [ 20 ] |
| 2013 | Premis David di Donatello                | Millor so en directe                    | Remo Ugolinelli i Alessandro Palmerini | Guanyadors | [ 19 ] [ 20 ] |
| 2013 | Premis David di Donatello                | Millors efectes especials               | Storyteller                            | Guanyador  | [ 19 ] [ 20 ] |
| 2013 | Premis David di Donatello                | Millor pel·lícula                       | Diaz: No netegeu aquesta sang          | Nominada   | [ 19 ] [ 20 ] |
| 2013 | Premis David di Donatello                | Millor director                         | Daniele Vicari                         | Nominat    | [ 19 ] [ 20 ] |
| 2013 | Premis David di Donatello                | Millor actor no protagonista            | Claudio Santamaria                     | Nominat    | [ 19 ] [ 20 ] |
| 2013 | Premis David di Donatello                | Millor fotografia                       | Gherardo Gossi                         | Nominat    | [ 19 ] [ 20 ] |
| 2013 | Premis David di Donatello                | Millor banda sonora                     | Teho Teardo                            | Nominat    | [ 19 ] [ 20 ] |
| 2013 | Premis David di Donatello                | Millor escenografia                     | Marta Maffucci                         | Nominada   | [ 19 ] [ 20 ] |
| 2013 | Premis David di Donatello                | Millor vestuari                         | Roberta Vecchi i Francesca Vecchi      | Nominades  | [ 19 ] [ 20 ] |
| 2013 | Premis David di Donatello                | Millor maquillatge                      | Mario Michisanti                       | Nominat    | [ 19 ] [ 20 ] |
| 2013 | Premis David di Donatello                | Millor perruqueria                      | Giorgio Gregorini                      | Nominat    | [ 19 ] [ 20 ] |
| 2013 | Festival Internacional de Cinema de Bari | Franco Cristaldi al millor productor    | Domenico Procacci                      | Guanyador  | [ 21 ]        |